# Плащ и Кинжал (Marvel Comics)
Плащ (англ. Cloak, настоящее имя — Тайрон «Тай» Джонсон (англ. Tyrone "Ty" Johnson)) и Кинжал (англ. Dagger, настоящее имя — Тэнди Боуэн (англ. Tandy Bowen)) — работающие в паре супергерои, появляющиеся в комиксах издательства Marvel Comics.

## История публикаций
Плащ и Кинжал созданы писателем Уильямом Мантло и художником Эдвардом Ханнингом и впервые появились в «Peter Parker, the Spectacular Spider-Man» № 64 (март 1982 г.). В октябре 1983 года вышла их собственная серия Cloak and Dagger.

## Биография
Выросший в бедном районе Южного Бостона Тайрон Джонсон был хорошим учеником несмотря на хроническое заикание. Когда Тайрону было 17 лет, он и его лучший друг Билли стали свидетелям ограбления в местном магазине, во время которого был застрелен его клерк. Воры убежали, и Билли также побежал, опасаясь, что он и Тайрон могут быть ошибочно обвинены в совершении преступления. Когда полицейский приказал Билли остановиться, Тайрон пытался сказать, что Билли невиновен в данном преступлении, но его заикание сделало невозможным сказать это чётко, и офицер застрелил Билли. Чувствуя вину за смерть Билли и боясь полиции, Джонсон бежал в Нью-Йорк.
Тэнди Боуэн была шестнадцатилетней девушкой, выросшей в Шейкер Хайтс, штате Огайо, пригороде Кливленда, где проживало много богатых людей. Мать Боуэн, Мелисса была знаменитой и эгоцентричной моделью, которая стала богатой не только из-за своей карьеры, но и от того, что получила имущество прежнего мужа (отец Тэнди уехал в Индию, ища «духовного возрождения»). Впоследствии Мелисса вновь вышла замуж. Тэнди по-прежнему чувствовала боль, вызванную уходом отца и не воспринимала отчима. Она подружилась с подростком по имени Роб Далтри, но вскоре после этого он уехал в колледж, и тогда Тэнди ушла из дома, уехав в Нью-Йорк. Там её попытались ограбить, но грабитель был остановлен Тайроном Джонсоном. Она купила Тайрону еду, и между ними завязалась дружба.
Химик из преступной организации «Маггиа» по имени Саймон Маршалл заманил бездомных в свою лабораторию с обещаниями пищи и крова. Вместо этого он планировал использовать их в качестве подопытных для своего нового препарата, который убивал всех, в кого вводился. Тэнди приняла его предложение, не зная, что их ждёт. Тайрон пошёл вместе с ней, чувствуя, что что-то не так. Пара была поймана, и им ввели препарат D-Lite. Тэнди и Тайрону удалось выжить, и в результате воздействия препарата они получили свои сверхспособности.
Они стали вместе использовать свои обретённые силы, чтобы победить своих врагов. Плащ дезориентирует их, используя свой контроль над тёмным измерением, а Кинжал заканчивает работу своими кинжалами света. Несмотря на новые способности, им до сих пор некуда было идти, и они совершили переезд в церковь, где проживал Отец Делгадо.
Дуэт помогал Капитану Америка и Тайным Мстителям в Гражданской войне. Позже были завербованы Норманом Озборном и вошли в состав Тёмных Людей Икс под руководством Эммы Фрост и Нэмора. После того, как Эмма и Нэмор изменили Озборну, Плащ и Кинжал были приглашены в состав настоящих Людей Икс.

## Силы и способности

### Плащ
Тело Плаща является порталом в Тёмное измерение — мир Тёмной энергии. Плащ связан с областью этого измерения, где преобладает Хищник, который заставляет Плаща поглощать жизненные силы других существ, но свет Кинжал может временно удовлетворить эту жажду.
Плащ может направить Тёмную энергию создать поле тьмы в общей близости, как правило, с использованием своего плаща в качестве координационного центра для управления этой темнотой, хотя она может распространиться далеко за пределы его плаща. Люди, окутанные тьмой Плаща чувствуют холод и страх, иногда могут увидеть тревожные видения. Излишнее воздействие темноты может сделать людей безумными. Свет Кинжал даёт ей защиту от темноты Плаща, и она может в случае необходимости продлить свой свет, чтобы защитить других в этой темноте. Незащищённые жертвы оказываются в ловушке тёмного царства Плаща и постепенно лишаются своих жизненных сил, и, вероятно, погибают, если Плащ не освобождает их.
Плащ обладает способностью телепортации, входя в Тёмное измерение он проходит в нём небольшое расстояние, а, возвращаясь из него, оказывается на значительной дистанции от начальной точки. Так же он может тем же способом телепортировать с собой других персонажей и предметы.
Как Плащ, Тайрон обычно не осязаем, хотя он может затвердеть усилием воли, или, поглотив достаточно света, чтобы временно насытиться. В тех редких случаях, когда он снова обретает человеческое обличье, он возвращается в своё прежнее тело, которое исчезает, когда он снова становится Плащом. Его связь с Тёмным измерением несколько раз разрывалась, но в конце концов он всегда возвращался в состояние Плаща.

### Кинжал
Кинжал способна генерировать и бросать кинжалы света, которые оглушают цели, заставляя их бороться с темнотой в своих душах. Её свет может излечить некоторых людей от наркомании, защитить от Тёмной энергии Плаща, а также облегчить жажду Плаща к свету и теплу.
Кинжал является весьма изящной и подвижной, обладает акробатическими способностями и до побега из дома получила уроки балета. Затем во время пребывания на улице она приобрела значительный опыт в уличных боях. Она использует свои физические способности в сочетании с её силами света для достижения в бою максимального эффекта.

## Альтернативные версии

### Ultimate Marvel
Во этой вселенной Тэнди Боуэн появлялась в камео Ultimate Spider-Man, и стала президентом школьного управления. Фактически Тэнди Боуэн появилась в Ultimate Comics: Spider-Man #9, как разъяренный подросток, презирающий мутантов, также она выразила оскорбительные слова Китти Прайд.
Плащ и Кинжал появляются как две женщины, закованные в наручники в полицейском участке, когда Ронин вселенной Ultimate Marvel давал показания против Кингпина.
Первое официальное появление Плаща и Кинжала состоялась в Ultimate Comics Spider-Man #23. В мае выйдет выпуск Ultimate Comics Spider-Man #24 с их изображением на обложке. Тэнди Боуэн и Тайрон Джонсон познакомились в ходе республиканского студенческого совета. Тайрон Джонсон работал помощником менеджера в '«Бургер Лягушонок»'. Во время выпускного вечера они попали в аварию и остались в коме. Компания «Роксон» решили использовать Тэнди и Тайрон в качестве подопытных в своих экспериментах, чтобы создать супер-солдат. «Роксон» провели эксперименты с темной материи над ними, введя им уникальные сверхспособности. Они, видимо, сбежали из «Роксон» и начали карьеру по борьбе с преступностью, одним из первых их противников оказалась Бомбочка.

### Дом М
Плащ являлся членом Подпольного Человеческого Сопротивления во главе с Люком Кейджем. Кинжал в этой реальности не появлялась.

### Век Апокалипсиса
Плащ и Кинжал были членами Шестёрки Злыдня, которые сражались с Людьми Икс.

### Зомби «Marvel»
В Marvel Zombies vs. The Army of Darkness Плащ и Кинжал были показаны как зомби, напавшие в узком переулке на несчастных жертв.

### Земля Икс
Тай Джонсон умер, но его плащ по-прежнему остаётся у Кинжал. Мар-Велл использует его как устройство для телепортации и входа в Царство Мёртвых.

### БеглецыBattleworld
Плащ и Кинжал были показаны на Паучьем острове. В отличие от основной версии Тайрон является Кинжалом, а Тэнди наоборот Плащом, и они приходятся друг другу братом и сестрой.

## Вне комиксов

### Телевидение
- В апреле 2016 года было объявлено, что Плащ и Кинжал стали героями собственного одноимённого сериала на канале Freeform. Сериал стал частью кинематографической вселенной Marvel и вышел в июне 2018 года[1][2]. Роли Тэнди Боуэн и Тайрона Джонсона сыграли соответственно Оливия Холт и Обри Джозеф. По сюжету Тэнди вместе с отцом едет в автомобиле по берегу, и после столкновения они падают в море. Туда же падает и Тайрон вместе с братом, застреленным полицейскими. В это время рядом случается авария на нефтяной платформе, в результате которой после случайного прикосновения друг к другу Тэнди и Тайрон получают свои силы. Спустя несколько лет Тэнди становится воровкой. Тайрон учится в школе и играет в баскетбол. Во время вечеринки Тэнди и Тайрон вновь встречаются, Тэнди крадёт у Тайрона кошелёк, он гонится за ней, и после прикосновения их силы активируются.
- Плащ и Кинжал в исполнении Оливии Холт и Обри Джозефа появились в третьем сезоне сериала Беглецы на стриминговом канале Hulu, который так же является частью кинематографической вселенной Marvel

### Мультсериалы
- В мультипликационном сериале «Мстители. Величайшие герои Земли» изображение Плаща можно заметить среди изображений других героев и злодеев, которые висели на доске у Ника Фьюри в серии «Проникновение».
- Плащ и Кинжал появляются в третьем и четвёртом сезонах мультсериала «Совершенный Человек-паук», где сначала были членами Громовержцев, а после стали частью команды Человека-паука Новые воины. Плаща озвучил Фил ЛаМар, а Кинжал — Эшли Экштейн.
- Плащ и Кинжал появляются в мультсериале Человек-Паук 2017 года.

### Видеоигры
- Плащ и Кинжал являются вспомогательными персонажами в игре Spider-Man and Venom: Maximum Carnage
- Плащ и Кинжал появлялись в игре Marvel: Ultimate Alliance 2, где Плаща озвучил Ахмед Бест, а Кинжала — Америка Йонг.
- Плащ и Кинжал появились в качестве NPC в онлайн-игре Marvel Heroes
- Плащ и Кинжал появлялись в игре Lego Marvel Super Heroes 2, в которой были игровыми персонажами и имели свою отдельную ветку заданий.
- Плащ и Кинжал являются игровыми персонажами игры Marvel Strike Force
- Карты "Плащ" и "Кинжал" присутствуют в Marvel Snap
- Плащ и Кинжал являются игровыми персонажами игры Marvel Rivals